# Fermí Abad i Ribera
Fermí Abad i Ribera (Sabadell, 21 de maig de 1884 – 2 de juliol de 1952) fou un important empresari de la industria tèxtil i metal·lúrgica, i alhora, reconegut fotògraf artístic de Sabadell.

## Biografia
Fill d'Agustí Abad Sanz i de Caterina Ribera i Canyellas (germana de Fermí Ribera, co-propietari del vapor Ribera & Cusidó), començà els seus estudis amb classes particulars i més tard entrà al col·legi Escola Pia de Sabadell. El seu pare era un expert mestre artesà de la industria tèxtil, que fou determinant perquè ell seguís els seus passos i contribuís al prestigi de la seva fàbrica d'accessoris de la indústria tèxtil, situada al carrer Montserrat, 74 de Sabadell. Especialitzada en pues, lliços i rastells, la seva capacitat d'innovació i la qualitat dels seus productes, foren reconeguts per la premsa especialitzada de l'època. Posteriorment es dedicà la indústria metal·lúrgica, on també destacà el seu enginy, rebent la Medalla d'Or a l'Exposició Internacional de Barcelona al 1929 pels seus claus d'acer especial (laminat) per canonades d'aigua i gas.
A part de la seva activitat professional, fou un apassionat de la fotografia. La seva amistat amb el prestigiós fotògraf Joan Vilatobà, el portà a adquirir la seva primera càmera fotogràfica al 1905. Als 21 anys va rebre el seu primer diploma al Concurs i Exposició Regional de Fotografia de Manresa per la seva obra “Papers d'imatge aparent”. Practicà tot tipus de fotografia: el retrat, el paisatge, la natura, documental, nocturna, aèria, ... Però la fotografia que més el captivà, fou la composició artística on destaquen els seus paisatges, la vida rural i l'arquitectura religiosa, especialment els claustres, la seva gran passió. Participà en nombrosos concursos fotogràfics, tant nacionals com internacionals, on rebé nombrosos guardons. A Catalunya concursà a Sabadell, Terrassa, Manresa, Barcelona, Mataró, Olot, Banyoles, Reus i Tortosa, entre d'altres. També fou guardonat a París, Copenhague, Canadà, Liverpool, Praga, Montevideo i Portland. La Société Internationale de Photographie et Royal Photographic Society reconegué el valor de la seva obra i molt especialment el “Llac de Puigcerdà”, guardonada al Saló de París de 1925. El 30 de maig de 1931, el Consell Directiu de l'Associació de la Premsa de Sabadell, li atorgà un reconeixement especial per la seva obra realitzada al Monestir de Poblet i al Monestir de Santes Creus.
Fou membre actiu de la Creu Roja de Sabadell on arribà a ser nomenat caporal ciclista el 1913 i on rebé diverses condecoracions. Al 1918, un any després de la creació del Centre Excursionista del Vallès, va crear amb Francesc Casañas, Joaquím Garriga i Lluís Mas i Gomis, la secció de fotografia de l'entitat, amb l'objectiu de promocionar i divulgar l'art de la fotografia. Actualment la Unió Excursionista de Sabadell és dipositària del seu llegat fotogràfic.
A més de la seva coneguda i reconeguda obra fotogràfica esmentada, també conreà la seva afició a l'estereoscòpia. No consten guardons a cap fotografia estereoscòpica, perquè aleshores no hi havien concursos en aquesta especialitat, però a l'Arxiu d'Història i Fotografia de la Unió Excursionista de Sabadell, hi ha un nombre important de fotografies estereoscòpiques d'arreu de Catalunya que donen fe de la seva capacitat artística per immortalitzà moments, llocs i costums de principis del segle passat, dels més diversos indrets de la geografia catalana.